# Kōtetsujō no Kabaneri
Kōtetsujō no Kabaneri (甲鉄城のカバネリ Kabaneri de la Fortaleza de Hierro?), conocida en inglés como Kabaneri of the Iron Fortress, es una serie de anime japonés producida por Wit Studio. La serie fue dirigida por Tetsurō Araki y escrita por Ichirō Ōkouchi, con música compuesta por Sawano Hiroyuki y diseños de personajes originales por Haruhiko Mikimoto. La serie tuvo su premier en Fuji TV en el bloque de Noitamina en abril de 2016. Un prólogo para el anime por una semana en teatros japoneses empezó el 18 de marzo de 2016. Amazon hizo una transmisión de la serie en su servicio Amazon Prime Instant Video. Crunchyroll licenció la serie para su distribución en Blu-ray y DVD. El 15 de diciembre de 2016 se hizo el anuncio de un nuevo anime de Koutetsujou no Kabaneri, que finalmente tuvo formato de película.
El 8 de marzo de 2018, se anunció la nueva película titulada Koutetsujou no Kabaneri: Unato Kessen, que funcionaría como una secuela de la serie. La historia transcurrirá medio año después de los hechos ocurridos en el anime y estará dirigida por Tetsurō Araki, quien ha participado en la serie y las dos películas recopilatorias de la franquicia.

## Argumento
Un monstruo aparece durante la revolución industrial y afecta a los humanos mordiéndolos, convirtiéndolos en Kabane. Los Kabane son criaturas agresivas y no-muertos inteligentes que no pueden ser derrotados a menos que su corazón, que está protegido por una sólida capa de hierro, se perfore. Debido a esta situación, en la isla Hinomoto, la gente ha construido estaciones de refugio para estar a salvo de estas criaturas. Las personas acceden a las mercancías de la estación y de transporte entre ellos con la ayuda de las Kōtetsujō, unas locomotoras que funcionan por vapor. Un día una de estas locomotoras bajo el control de los Kabane se estrella en la estación de Aragane y atacan la ciudad. Ikoma, un joven deseoso de acabar con los Kabane, ve la oportunidad para usar su arma anti-kabane, la Tsuranukizutsu. Posteriormente conoce a Mumei, una Kabaneri (una humana que resistió el virus de los Kabanes y ahora es semi-humana) con la que forma alianza para pelear contra los Kabane mientras evacuan a la población de la estación. En medio de todo, se encuentra Ayame, hija del jefe de Aragane, la cual, tras morir su padre a manos de los Kabane, se ve obligada a ser la nueva jefa de Aragane y la que debe liderar a los supervivientes durante la evacuación.

## Personajes

### Principales
Ikoma (生駒?)
 Seiyū: Tasuku Hatanaka
Un joven de unos 17 años que trabaja en la estación de Aragane. Él y su mejor amigo Takumi desarrollaron una pistola de perno cautivo llamada Tsuranukizutsu para tratar de defenderse de los Kabane. Cuando la estación de Aragane fue invadida por los Kabane, Ikoma vio la oportunidad para probar su Tsuranukizutsu, pero en el proceso fue mordido por un Kabane. Sin embargo pudo evitar que el virus llegara a su cerebro, por lo que se transformó en un Kabaneri.
Mumei (無名?)
 Seiyū: Sayaka Senbongi
Una misteriosa chica de 12 años que se mantuvo en el Kōtetsujō y apareció en la estación de Aragane. Se desconoce su pasado, pero se muestra como una Kabaneri muy fuerte y una ágil luchadora capaz de matar docenas de Kabanes con facilidad. Forma una alianza con Ikoma para proteger a los supervivientes de Aragane.
Ayame Yomogawa (四方川 菖蒲 Yomogawa Ayame?)
 Seiyū: Maaya Uchida
Es la hija mayor de la familia Yomogawa, la cual gobierna la estación de Aragane. Después de que su padre, el anterior jefe de Aragane, fuera infectado por un Kabane, ella se convierte en la nueva líder de los supervivientes de Aragane, un cargo que, según ella, le queda muy grande.

### Secundarios
Kurusu (来栖?)
 Seiyū: Toshiki Masuda
Un samurái que sirve a la familia Yomogawa como su guardaespaldas personal. Posee una habilidad sublime con la espada siendo un gran luchador. Usualmente se muestra como un hombre soberbio, honesto y que mantiene su honor siendo un samurái.
Takumi (逞生?)
 Seiyū: Yūki Kaji
Es el mejor amigo de Ikoma y un herrero a vapor. Ayudó a Ikoma a desarrollar su Tsuranukizutsu.
Kajika (鰍?)
 Seiyū: Kanae Oki
Una amiga de Ikoma y Takumi. Es una herrera como los demás.
Yukina (侑那?)
 Seiyū: Mariya Ise
Miembro de la guardia del Kōtetsujō. A pesar de ser solo una aprendiz, se convierte en la maquinista de necesidad del Kōtetsujō.
Sukari (巣刈?)
 Seiyū: Ryōta Ōsaka
Un herrero que vive en la estación de Aragane.
Kibito (吉備土?)
 Seiyū: Kensuke Satou
Un samurái que sirve a la familia Yomogawa.
Biba Amatori (天鳥 美馬 Amatori Biba?)
 Seiyū: Mamoru Miyano
Antagonista principal de la historia. Se trata del líder de un grupo de exploración que trata de recopilar información sobre los Kabane pero él tiene otros planes. Parece ser que él y Mumei se conocían desde antes y está muy interesado en ella.

## Doblaje
| Ficha doblaje                                                 |
| ------------------------------------------------------------- |
| Título: Kabaneri de la fortaleza de hierro                    |
| Título original: Kōtetsujō no Kabaneri                        |
| Año de grabación: 2019                                        |
| Distribución internet                                         |
| Género: Miniserie                                             |
| Director: Triana Zárate                                       |
| Traductor: Óscar López                                        |
| Ajustador: Triana Zárate                                      |
| Estudio de grabación: SDI Media (Madrid, Barcelona, Santiago) |
| Subtitulador: Beatriz, Egocheaga                              |
| Distribuidora para España: Netflix España                     |
| Distribuidora original: Netflix                               |

| Reparto de doblaje | Reparto de doblaje              | Reparto de doblaje |
| ------------------ | ------------------------------- | ------------------ |
| Actor original     | Actor de doblaje                | Personaje          |
| Kensuke Satō       | Daniel Casanova                 | Kibito             |
| Toshiki Masuda     | VicentÇ Miralles                | Kurusu             |
| Sayaka Senbongi    | Alicia Bueno Ocaña              | Mumei              |
| Tasuku Hatanaka    | Joel Gómez Jiménez              | Ikoma              |
| Gou Shinomiya      | VicentÇ Miralles                | Shojin             |
| Takahiro Sumi      | Nacho Aramburu                  | Hagane             |
| Eiji Hanawa        | Ricky Delgado                   | Unmo               |
| Maaya Uchida       | Laura Peña                      | Ayame              |
| Mariya Ise         | Henar Hernández                 | Yukina             |
| Kenta Ôkuma        | Daniel Casanova                 | Jako               |
| YaSuhiro Fugiwara  | Rafael Lucas                    | Makumo             |
| YaSuhiro Mamiya    | Pascual de Gállego              | Kagami             |
| Takuya Satō        | Vicente Real                    | Nisuke             |
| Ryota Osaka        | Francisco Javier Cruz           | Sukari             |
| Kanae Oki          | María Elena Vázquez             | Kajika             |
| Mami Fujita        | Sara del Olmo                   | Sasara             |
| Yuya Murakami      | Luis Miguel Cajal               | Hattori            |
|                    | Juan Enrique Palacios Fernández | Voces adicionales  |

## Media

### Anime
El anime comenzó a transmitirse el 8 de abril de 2016 y su última emisión fue el 30 de junio de 2016 por la cadena televisiva Fuji TV (Noitamina). Fue producida por el estudio Wit Studio y licenciado por Crunchyroll. Su director fue Tetsurō Araki y su productor Yuka Okayasu y Yōhei Shintaku. La música fue compuesta por Hiroyuki Sawano.

### Videojuego
Un videojuego titulado Kabaneri Of The Iron Fortress: Revolt Beginning Tracks fue confirmado para PC y dispositivo móviles. Se tratará de un juego RPG con una historia original escrita por Junpei Kasaoka, autor de la novela Kabaneri of the Iron Fortress: Daybreak. La historia se ubicará cronológicamente entre el anime y la película Koutetsujou no Kabaneri: Unato Kessen. Wit Studio será el encargado de producir los diseños de los nuevos personajes y las animaciones del juego.